# Baiba Bendika
Baiba Bendika est une biathlète lettonne, née le 27 juin 1991 à Cēsis.

## Biographie
Elle prend part à sa première épreuve de Coupe du monde en 2011. Elle est présente aux Championnats du monde 2012. Baiba Bendika est également étudiante, obtenant sa licence à l'Université de Vidzeme, sans réaliser de résultat significatif au niveau mondial pendant des années.
En février 2016, elle se classe cinquième du sprint de Canmore, alors qu'elle possédait comme meilleur résultat une 41e place. Elle marque donc ses premiers points et surtout détient désormais le meilleur classement d'une biathlète lettonne en Coupe du monde qui appartenait jusque-là à Madara Liduma.
Aux Jeux olympiques d'hiver de 2018, elle est 39e du sprint et de l'individuel et 33e de la poursuite. Elle est entraînée désormais par Ilmārs Bricis.
Durant la saison 2018-2019, elle termine cinquième de l'individuel de Pokljuka, égalant sa meilleure performance dans l'élite.
Lors des Championnats du monde 2020 à Antholz, sa moins bonne place est 25e sur l'individuel, tandis qu'elle intègre le top 10 sur la poursuite (9e, sa meilleure performance en grand championnat). Elle termine la saison 2019-2020 à la 32e place du classement général de la Coupe du monde.
Lors de la saison 2020-2021, elle est médaillée d'or aux Championnats d'Europe à Duszniki-Zdrój.
Le 31 janvier 2025, elle remporte la médaille de bronze du sprint aux championnats d'Europe à Martell-Val Martello  derrière la Suédoise Anna-Karin Heijdenberg et la Française Amandine Mengin. Le lendemain, elle remporte le titre de la poursuite devant Anna-Karin Heijdenberg et Linda Zingerle. 

## Palmarès

### Jeux olympiques d'hiver
| Édition / Épreuve | Individuel | Sprint | Poursuite | Mass start | Relais | Relais mixte |
| ----------------- | ---------- | ------ | --------- | ---------- | ------ | ------------ |
| Pyeongchang 2018  | 39e        | 39e    | 33e       | —          | —      | —            |
| Pékin 2022        | 58e        | 50e    | 48e       | —          | —      | —            |

Légende :
- — : non disputée par Bendika

### Championnats du monde
| Édition / Épreuve       | Individuel | Sprint | Poursuite | Mass start | Relais | Relais mixte | Relais mixte simple              |
| ----------------------- | ---------- | ------ | --------- | ---------- | ------ | ------------ | -------------------------------- |
| Ruhpolding 2012         | 99e        | 95e    | —         | —          | —      | 23e          | Épreuve inexistante à cette date |
| Nové Město 2013         | 98e        | 91e    | —         | —          | —      | 23e          | Épreuve inexistante à cette date |
| Kontiolahti 2015        | 92e        | 83e    | —         | —          | —      | —            | Épreuve inexistante à cette date |
| Holmenkollen 2016       | 65e        | 78e    | —         | —          | —      | 25e          | Épreuve inexistante à cette date |
| Hochfilzen 2017         | 65e        | 50e    | 27e       | —          | —      | 25e          | Épreuve inexistante à cette date |
| Östersund 2019          | 52e        | 17e    | 23e       | 27e        | —      | 23e          | 10e                              |
| Antholz-Anterselva 2020 | 25e        | 12e    | 9e        | 18e        | 23e    | 21e          | 17e                              |
| Pokljuka 2021           | 52e        | 26e    | 18e       | 9e         | 22e    | 23e          | 14e                              |
| Oberhof 2023            | 44e        | 62e    | —         | —          | —      | 25e          | 19e                              |
| Nové Město 2024         | 67e        | 5e     | 11e       | 23e        | 15e    | 19e          | 8e                               |
| Lenzerheide 2025        | 25e        | 55e    | 41e       | —          | 16e    | 22e          | 9e                               |

Légende : 
- : non disputée par Bendika
- : pas d'épreuve

### Coupe du monde
- Meilleur classement général : 32e en 2020.
- Meilleur résultat individuel : 5e.
- 1 podium en relais simple mixte : 1 troisième place.

Mis à jour le 5 mars 2023

#### Classements en Coupe du monde
| Saison    | Individuel | Individuel | Sprint | Sprint   | Poursuite | Poursuite | Mass start | Mass start | Général | Général  |
| Saison    | Points     | Position   | Points | Position | Points    | Position  | Points     | Position   | Points  | Position |
| --------- | ---------- | ---------- | ------ | -------- | --------- | --------- | ---------- | ---------- | ------- | -------- |
| 2011-2012 | -          | nc         | -      | nc       |           |           |            |            | -       | nc       |
| 2012-2013 |            |            | -      | nc       |           |           |            |            | -       | nc       |
|           |            |            |        |          |           |           |            |            |         |          |
| 2014-2015 | -          | nc         | -      | nc       |           |           |            |            | -       | nc       |
| 2015-2016 | -          | nc         | 70     | 38e      | 35        | 51e       | 18         | 43e        | 123     | 49e      |
| 2016-2017 | 6          | 65e        | -      | nc       | 39        | 49e       |            |            | 45      | 69e      |
| 2017-2018 | 43         | 16e        | 25     | 63e      | 10        | 69e       | 4          | 49e        | 82      | 55e      |
| 2018-2019 | 43         | 24e        | 61     | 44e      | 18        | 64e       | 8          | 45e        | 130     | 46e      |
| 2019-2020 | 33         | 32e        | 85     | 34e      | 86        | 20e       | 23         | 38e        | 227     | 32e      |
| 2020-2021 | -          | nc         | 81     | 40e      | 57        | 39e       | 32         | 30e        | 170     | 42e      |
| 2021-2022 | 35         | 17e        | 92     | 31e      | 21        | 56e       | 4          | 51e        | 152     | 42e      |
| 2022-2023 | -          | nc         | '      | 39e      | '         | 44e       |            |            | 88      | 49e      |
| 2023-2024 | '          | 46e        | '      | 54e      | '         | 53e       |            |            | 68      | 52e      |

### Championnats d'Europe
- Médaille d'or du sprint en 2021.
- Médaille de bronze du sprint en 2025.

### IBU Cup
- 1 podium.